# AOFC Cup 2022
Der AOFC Cup 2022 war die zweite Austragung des Asien-Ozeanien-Cups im Floorball der Damen. 2020 fiel die Austragung aufgrund der Corona-Pandemie aus.

## Veranstaltungsort
Die Spiele des AOFC Cup 2022 fanden in Singapur in der OCBC Arena statt.

## Modus
2022 wurde in einer Gruppe gespielt, in der jeder gegen jeden im neuen 3× 15-minütigen Format antrat. Hierbei zählte der direkte Vergleich vor der Tordifferenz. Die Gruppensieger und Zweitplatzierten waren für das Finale gesetzt, der Dritt- und Viertplatzierte spielten untereinander den dritten und der Gruppenvorletzte und -letzte um den fünften Platz.

## Teilnehmer
In Klammern der aktuelle Weltranglistenplatz zu Beginn des Turniers.
- Singapur (13)
- Thailand (17)
- Malaysia (22)
- Philippinen (30)
- Indonesien (34)
- Singapur U19w (–)

## Gruppenphase
| Platz | Land          | Sp | S | U | N | +  | -  | Pkt |
| ----- | ------------- | -- | - | - | - | -- | -- | --- |
| 1.    | Singapur      | 6  | 5 | 0 | 1 | 34 | 7  | 10  |
| 2.    | Philippinen   | 6  | 5 | 0 | 1 | 34 | 11 | 10  |
| 3.    | Thailand      | 6  | 4 | 0 | 2 | 23 | 19 | 8   |
| 4.    | Malaysia      | 6  | 2 | 0 | 4 | 16 | 22 | 4   |
| 5.    | Singapur U19w | 6  | 2 | 0 | 4 | 11 | 15 | 4   |
| 6.    | Indonesien    | 6  | 0 | 0 | 6 | 4  | 48 | 0   |

| 23. Mai 2022 13:30 7:30 (MESZ) |  | Philippinen | 9:0 (2:0, 3:0, 4:0) Spielbericht | Indonesien | OCBC Arena 1, Singapur Zuschauer: 35 |

| 23. Mai 2022 16:00 10:00 (MESZ) |  | Malaysia | 2:3 (0:1, 0:1, 2:1) Spielbericht | Thailand | OCBC Arena 1, Singapur Zuschauer: 47 |

| 23. Mai 2022 19:30 13:30 (MESZ) |  | Singapur U19w | 0:4 (0:0, 0:1, 0:3) Spielbericht | Singapur | OCBC Arena 1, Singapur Zuschauer: 111 |

| 24. Mai 2022 13:30 7:30 (MESZ) |  | Philippinen | 9:2 (2:1, 4:1, 3:0) Spielbericht | Malaysia | OCBC Arena 1, Singapur Zuschauer: 29 |

| 24. Mai 2022 16:00 10:00 (MESZ) |  | Singapur U19w | 1:2 (0:0, 0:0, 1:2) Spielbericht | Thailand | OCBC Arena 1, Singapur Zuschauer: 49 |

| 24. Mai 2022 18:30 12:30 (MESZ) |  | Indonesien | 0:13 (0:4, 0:6, 0:3) Spielbericht | Singapur | OCBC Arena 1, Singapur Zuschauer: 88 |

| 25. Mai 2022 13:30 7:30 (MESZ) |  | Indonesien | 2:6 (0:2, 1:0, 1:4) Spielbericht | Malaysia | OCBC Arena 1, Singapur Zuschauer: 37 |

| 25. Mai 2022 16:00 10:00 (MESZ) |  | Singapur U19w | 1:4 (0:3, 1:0, 0:1) Spielbericht | Philippinen | OCBC Arena 1, Singapur Zuschauer: 144 |

| 25. Mai 2022 18:30 12:30 (MESZ) |  | Singapur | 6:2 (2:1, 2:1, 2:0) Spielbericht | Thailand | OCBC Arena 1, Singapur Zuschauer: 119 |

| 26. Mai 2022 18:30 12:30 (MESZ) |  | Thailand | 2:8 (1:1, 1:3, 0:4) Spielbericht | Philippinen | OCBC Arena 1, Singapur Zuschauer: 99 |

| 26. Mai 2022 13:30 7:30 (MESZ) |  | Indonesien | 1:3 (0:1, 1:1, 0:1) Spielbericht | Singapur U19w | OCBC Arena 1, Singapur Zuschauer: 62 |

| 26. Mai 2022 16:00 10:00 (MESZ) |  | Malaysia | 1:5 (1:1, 0:3, 0:1) Spielbericht | Singapur | OCBC Arena 1, Singapur Zuschauer: 87 |

| 27. Mai 2022 13:00 7:00 (MESZ) |  | Thailand | 11:0 (4:0, 3:0, 4:0) Spielbericht | Indonesien | OCBC Arena 1, Singapur Zuschauer: 50 |

| 27. Mai 2022 15:45 9:45 (MESZ) |  | Malaysia | 3:0 (0:0, 2:0, 1:0) Spielbericht | Singapur U19w | OCBC Arena 1, Singapur Zuschauer: 103 |

| 27. Mai 2022 18:30 12:30 (MESZ) |  | Singapur | 2:3 (1:1, 0:0, 1:2) Spielbericht | Philippinen | OCBC Arena 1, Singapur Zuschauer: 250 |

## Platzierungsspiele
Spiel um Platz 5
| 27. Mai 2022 13:00 7:00 (MESZ) |  | Singapur U19w Kacey Chia, Cinta Hannah Hairulzahri, Jia Qi Ng, Nayli Yasmin Daniel Khalid, Imma Faith Pranada Cruzado, Farah Shaista Norfandi | 6:1 (2:1, 1:0, 3:0) Spielbericht | Indonesien Jeniver Krista Elvina | OCBC Arena 1, Singapur Zuschauer: 180 |

Spiel um Platz 3
| 27. Mai 2022 15:45 9:45 (MESZ) |  | Thailand Paiya Kittinanthawat (2), Nelly Johansson (2) | 3:2 n. V. (0:1, 0:1, 2:0, 1:0) Spielbericht | Malaysia Pei Yi Cheah, Sarannia Veeramuthu | OCBC Arena 1, Singapur Zuschauer: 201 |

Finale
| 27. Mai 2022 18:30 12:30 (MESZ) |  | Philippinen Michelle Cortina | 1:4 (0:0, 1:1, 0:3) Spielbericht | Singapur Sandy Koh (2), Michelle Lok, Yun Shawn Yee | OCBC Arena 1, Singapur Zuschauer: 800 |

## Abschlussplatzierung
| Platz | Team          |
| ----- | ------------- |
| 1.    | Singapur      |
| 2.    | Philippinen   |
| 3.    | Thailand      |
| 4.    | Malaysia      |
| 5.    | Singapur U19w |
| 6.    | Indonesien    |